# Здание Михайловского театра
Здание Михайловского театра — памятник архитектуры. Расположен в Санкт-Петербурге, современный адрес дома — площадь Искусств, 1, Инженерная улица, 1, набережная канала Грибоедова, 4.
По внешнему виду здание не выделяется из окружающей застройки (трёхэтажных жилых домов — изначально не предполагалось, что в этом квартале будет присутствовать здание театра), что соответствует проекту по созданию ансамбля площади авторства К. И. Росси. Здание было последним построенным зданием ансамбля и стало третьим каменным театральным зданием города (после Александринского и Большого театров). «Михайловским» театр был назван в честь брата Николая I.
В сравнении с проектами жилых домов на фасаде театра нет балконов; но первый этаж рустован, в нём проделаны прямоугольные окна с замковыми камнями, на втором этаже окна высокие, с наличниками и сандриками. Однако здание всё же отличается композиционно: его входы не играют роль композиционных осей, под всеми окнами второго этажа есть балясины, вместо горизонтальных сандриков жилых домов сделаны фронтоны, проёмы с заниженными архивольтами упрощены и находятся не в нишах. В результате здание Брюллова менее контрастно, чем постройки, характерные для Росси.
Проект внутренней планировки был осуществлён А. П. Брюлловым. Сложностью проектирования были неудобные для театра габариты участка (изначально 38 на 108 м); для освещения ряда помещений архитектору пришлось сделать световой дворик. В первом проекте полукруглого зрительного зала вместо партера был сделан крутой амфитеатр, ложи бенуара располагались между массивными колоннами с золочёными капителями на уровне последнего ряда, над ярусами лож и балконом-галереей. Амфитеатр для театрального строительства того времени был прогрессивной идеей, но колонны ухудшали видимость.
В следующем проекте длина участка была уменьшена до 68 метров, были исключены из проекта «зал для писания декораций», стали более скромными парадные лестницы, произошёл отказ от большого фойе и большого же входного вестибюля над ним.
Закладка здания состоялась 19 августа 1831 года, 8 ноября 1833 года прошло открытие театра (камерного императорского театра Михайловского дворца).
Изначально рассчитанный на 900 человек зрительный зал в плане имел форму подковы, зрители располагались на четырёх ярусах с полихромной орнаментальной росписью по парапетам (мотивами помпейских росписей, женскими фигурами в прямоугольных панно). Для улучшения видимости вместо изначально запроектированных колонн были построены опорные тонкие чугунные колонны (тонкие стойки в первом ярусе) и кронштейны в третьем ярусе. Ложи и кресла амфитеатра были выполнены в малиновом тоне (в первом проекте — в малиновом и зелёном) с позолоченными деталями. Стены фойе, вестибюля и лестницы членят плоские коринфские пилястры, они, как и стены зала, украшены панно с полихромными женскими фигурами. В фойе у входов с лестниц стояли скульптуры. Акустика и перспектива зала среди современников считались крайне хорошими.
В 1859—1860 годах театр был перестроен А. К. Кавосом для увеличения вместимости зала и возможности постановки опер. Архитектор изменил внутреннюю планировку и отделку (добавив элементы барокко, лепнину и кариатид над авансценой, поставил каменную стену между зрительным залом и обходным коридором вместо деревянной), увеличив зал (на 200 зрителей) и надстроив пятый ярус, а также уничтожив парадную лестницу (вместо неё был создан вестибюль), соорудил две новые лестницы и перестроил старые угловые. Видимость в зале при этом частично ухудшилась для зрителей, сидевших рядом с порталом с ложами. После реконструкции особенно характерной для позднего Возрождения стала отделка буфета: помещение опоясано лепным фризом, стойка и панели были выполнены из морёного дерева, стены расчленены ложными пилястрами-филёнками со скульптурным орнаментом, между этими пилястрами расположены медальоны-барельефы с танцующими и музицирующими женщинами.
Отделка была обновлена при частичной реконструкции в 1950—1951 годах.
С 1918 года в здании расположен Академический Малый оперный театр.